# Указ
Ука́з — вид и название нормативного или индивидуального правового акта, изданного, как правило, главой государства (президентом или монархом) в славяноязычных странах. 
В России указы всегда играли важную роль в системе источников права. Указ, как нормативный или индивидуальный правовой акт, обычно издавался главой государства (монархом (Высочайший указ), Президиум Верховного Совета Союза ССР, президентом). В настоящее время в Российской Федерации, в соответствии с её конституцией, указы издаёт президент.

## Термин
В государствах неславянских языков используются аналогичные термины:
- Декрет (лат. decretum) — правовой акт монарха или президента в разных государствах.
- Постановление (распоряжение, нем. Verordnung и приказ, нем. Erlass) — правовые акты различных органов исполнительной власти в германоязычных государствах и странах. Частный случай — чрезвычайное постановление (нем. Notverordnung).
- Приказ в совете (англ. order in council)[3] — правовой акт монарха в Великобритании и генерал-губернатора в Королевствах Содружества.
- Президентская директива (англ. Presidential directive) двух видов: Исполнительное распоряжение (Исполнительный ордер) (англ. Executive order) и Президентская прокламация (англ. Presidential proclamation) — правовые акты президента в США.
- Эдикт (лат. edictum) — правовой акт монарха в разных странах.
- Фирма́н — указ или декрет монарха в некоторых исламских государствах Ближнего и Среднего Востока, например в мамлюкском Египте, Османской империи, Империи Великих Моголов, Иране времён шаха Мохаммеда Реза Пехлеви. Термин происходит от персидского фармāн (فرمان) — «приказ».

Разнообразие терминологии в английском языке: указ монарха или религиозного деятеля называется edict, а указ иностранного президента — decree. В современном английском языке также существует термин ukase, заимствованный из русского языка.
Термин «указ» используется в следующих странах:
- Абхазия (рус. указ)[5]
- Болгария (болг. указ)
- Беларусь (бел. указ, рус. указ)
- Молдова (рус. указ, русский не является официальным языком)
- Приднестровье (рус. указ)[6]
- Казахстан (рус. указ)
- Кыргызстан (рус. указ)
- Россия (рус. указ)
- Сербия (серб. указ; использовался и в Югославии).
- Таджикистан (рус. указ, русский не является официальным языком)
- Узбекистан (рус. указ, русский не является официальным языком)
- Украина (укр. указ)
- Южная Осетия (рус. указ)

## Болгария
Князь княжества Болгария и царь Болгарского царства имел право издавать указы.
В Народной республике Болгарии издавал указы коллективный глава государства — Президиум Народного собрания, впоследствии Государственный совет. Указы нормативного характера, принятые между сессиями Народного собрания, по конституции подлежали последующему утверждению Собранием, то есть были делегированным законодательством.
В современной Республике Болгарии право издавать указы имеет Президент (статья 102 Конституции). Указы президента подлежат контрасигнатуре, за исключением тех, в которых осуществляются его полномочия по отношению к Народному собранию (например, роспуск, отклонение закона) и правительству (назначение на должность).

## Россия и СССР

### Русское государство
Устав (указ) — древнейшая исторически сложившаяся форма права Русского государства. Так, уже Русская правда представляет собой кодификацию двух пластов источников права: обычного права Древней Руси и княжеских уставов (указов). В дальнейшем, в XIV—XVII столетиях, указ (указная грамота) продолжает оставаться как важным источником права Русского государства (наряду с собственно законодательными источниками — судебниками, актами Земских соборов), так и правоприменительным актом, представляющим собой царское (великокняжеское) волеизъявление по тому или иному вопросу, требующему оперативного решения. То есть, двоякая функция указов (нормативный акт и акт правоприменения) обозначилась уже тогда.

Самым ранним собственно указным актом является … грамота великого князя московского Андрея Александровича на Двину с распоряжением о пропуске к морю и обратно трех великокняжеских «ватаг». На Двину адресована и указная грамота 1324—1340 гг., составленная от имени Ивана Калиты и Великого Новгорода (посадника, тысяцкого и «Всего Новгорода»).

Периодически указы систематизировались, и их наиболее важные нормативные положения включались в уставные (указные) книги, являющиеся сводами правил по тому или иному ведомству (приказу). Так, известны указные книги Холопьего, Разбойного, Земского, Поместного приказов и т. д. В дальнейшем указные книги стали одним из важнейших источников наиболее полной кодификации русского феодального права — Соборного уложения 1649 года.

### Российская империя
Начиная с Петра I, в России появляются новые формы права — регламенты, артикулы, манифесты и т. д. Собственно императорские указы также продолжают издаваться, при этом указы, подписанные лично императором, получили наименование Именных указов (в противоположность «Высочайшим повелениям», то есть устным распоряжениям государя). Именные указы издавались по широкому кругу вопросов и могли носить как индивидуальный (правоприменительный), так и нормативный характер. В частности, именными указами Правительствующему Сенату утверждались нормативные акты (уставы, учреждения), а также создавались и упразднялись органы государственной власти.
Именной Указ Государя Императора издавался в двух случаях: 1) тогда, когда при неединогласии Государственного Совета Император утверждал мнение меньшинства или особое мнение отдельного члена Совета, или же постановлял собственную резолюцию. Наиболее часто постановления последнего рода издавались в царствование Николая I, который при несогласии с мнением большинства утверждал предложение меньшинства преимущественно в тех случаях, когда к нему присоединялся председатель Государственного Совета — в остальных же он как правило постановлял собственные резолюции); 2) Именной указ, данный Правительствующему Сенату — особая форма законодательства, связанная с предшествующей одноимённой исторически, но с момента учреждения Государственного Совета обретшая собственное существование. Использовался в тех случаях, когда предписывалось Сенату ввести в действие какое-либо законоположение, а также довольно часто содержал изложение мотивов нововведения. Проекты Именных указов Сенату вносились на рассмотрение Гос. Совета совместно с теми положениями, которые они вводили в силу.

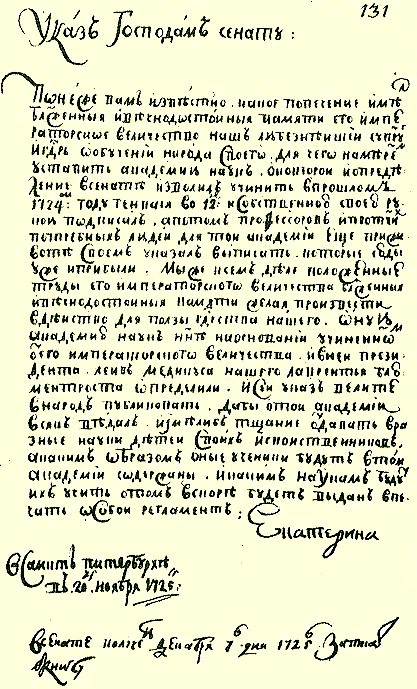
Указ Екатерины I об учреждении Академии наук (1725 год)

Кроме того, в рамках своей компетенции правом издания собственных указов обладали Сенат и Синод. При этом Александром I было установлено, что «указы Сената исполняются всеми, как собственные императорского Величества; один Государь или его Именной Указ могут остановить Сенатские повеления».
В предреволюционное время указная власть императора определялась, согласно Своду законов Российской империи, следующим образом: «Государь Император, в порядке верховного управления, издаёт в соответствии с законами указы для устройства и приведения в действие различных частей государственного управления, а равно повеления, необходимые для исполнения законов» (т. I, ч. 1, ст. 11). Также император был вправе непосредственно издавать указы и повеления, связанные с распоряжением принадлежащим ему имуществом (там же, ст. 20). Статьёй 24 Свода законов устанавливалось, что указы и повеления императора, изданные им как непосредственно, так и в порядке верховного управления, «скрепляются Председателем Совета Министров или подлежащим Министром либо Главноуправляющим отдельною частью и обнародуются Правительствующим Сенатом».

### Союз ССР
После Октябрьской революции 1917 года указы исчезли из законодательной и правоприменительной практики. По мнению исследователей вопроса, это произошло потому, что «„закон“ и „указ“ слишком напоминали старое право, враждебное пролетариату. Поэтому названия нормативных актов заимствованы из терминологии революционной Франции: декрет и декларация».
Понятие указа было «реабилитировано» в Конституции СССР 1936 года (т. н. «Сталинской Конституции») и соответствующим ей Конституциям союзных и автономных республик (например, Конституции РСФСР 1937 года).
Согласно параграфу «б» статьи 49 Конституции СССР 1936 года, Президиум Верховного Совета СССР издаёт указы. Конституция не раскрывала содержание этого права Президиума Верховного Совета СССР, а также не очерчивала круг вопросов, по которым Президиум Верховного Совета СССР может принимать указы, но в теории и на практике сложилось представление о двух испостасях Президиума Верховного Совета СССР: как высшего законодательного органа в период между сессиями Верховного Совета СССР, так и «коллективного президента».
В соответствии с двумя различными возложенными на него функциями Президиум Верховного Совета СССР, соответственно, обладал и двумя различными группами полномочий. С одной стороны, выполняя чисто президентские задачи (награждение, помилование, решение вопросов гражданства и т. д.), он издавал большое количество ненормативных правоприменительных указов… Эти указы, как правило, не нуждались ни в специальном контроле, ни в утверждении их высшим представительным органом власти. Но президиумам, так как они были одновременно постоянно действующими органами верховных советов, которые за исключением чрезвычайных ситуаций собирались на свои сессии не чаще двух раз в год, также приходилось решать и неотложные нормотворческие задачи, непосредственно отнесенные к ведению высших представительных органов, которые тоже оформлялись указами.
По сложившейся практике, прямо в Конституции 1936 года не закреплённой, некоторые нормативные указы Президиума Верховного Совета СССР, вносящие изменения и дополнения в действующие законы, впоследствии выносились на утверждение сессии Верховного Совета СССР, который принимал специальные законы об их утверждении. Однако далеко не все нормативные указы Президиума Верховного Совета СССР выносились на утверждение Верховного Совета СССР, но применялись непосредственно, без какого-либо утверждения.
Дальнейшее развитие указотворческая деятельность в СССР получила в связи с принятием Конституции СССР 1977 года.
Согласно статье 123 этой Конституции, Президиум Верховного Совета СССР издаёт указы и принимает постановления. Надо заметить, что эта норма «Брежневской Конституции» лишь зафиксировала давно сложившуюся правотворческую практику Президиума ВС СССР:

Так, начиная с 1951 года, акты, касающиеся толкования законов, а также вопросов приема в гражданство СССР, принимаются в форме постановлений.
Указом Президиума Верховного Совета СССР «О порядке опубликования и вступления в силу законов СССР, постановлений Верховного Совета СССР, указов и постановлений Президиума Верховного Совета СССР» от 19 июня 1958 года была законодательно закреплена для актов Президиума, имеющих общегосударственное значение, форма постановлений.

Но точной иерархии в соотношении «указ — постановление» Конституция 1977 года не обозначила. Это привело к тому, что в силу сложившихся традиций какие-то вопросы, отнесённые к компетенции Президиума Верховного Совета СССР, решались указами, а какие-то — постановлениями. В частности, о помиловании осуждённых издавался указ, а об отклонении ходатайства о помиловании — постановление.
Безусловно посредством указов решались вопросы о внесении изменений и дополнений в действующие законы. Но указами также оформлялись и индивидуально-правовые решения, в частности, о награждении государственными наградами, лишении советского гражданства и т. д.
Таким образом, Конституция СССР 1977 года (а равно аналогичные ей конституции союзных и автономных республик) сохранила двоякую юридическую природу указа как нормативного и индивидуально-правового акта.

Указ Президента РСФСР № 1 (11 июля 1991 года)

### Российская Федерация
Указ Президента России является подзаконным актом. Указы чаще всего имеют нормативный характер, распоряжения — акты индивидуального действия.
В соответствии со статьёй 90 Конституции России Президент Российской Федерации издаёт указы и распоряжения, которые обязательны для исполнения на всей территории Российской Федерации и не должны противоречить Конституции России и федеральным законам.

## Сербия и Югославия
Указ как нормативный и индивидуальный правовой акт появился в Сербии в правление князя Милоша Обреновича. Указами были акты княжеской власти, которые устанавливали устройство государственных органов и регулировали важнейшие вопросы повседневности.
В Королевстве Сербии, указ представлял собой высший подзаконный акт. Король своими указами утверждал и провозглашал (официально публиковал) законы, присваивал воинские звания, назначал, перемещал с должности на должность и увольнял государственных служащих и т. д. Указы контрассигновали министры соответствующей компетенции, а в некоторых случаях и Совет министров целиком.
Указы остались высшими подзаконными актами а Королевстве Сербов, Хорватов и Словенцев и Королевстве Югославии. В период Диктатуры 6 января и действия Закона о королевской власти и высшем государственном управлении король как носитель совокупной власти в стране посредством указов издавал и провозглашал законы, назначал и смещал председателей Совета министров и министров, назначал, перемещал, отправлял в отставку и увольнял государственных служащих, присваивал воинские звания, награждал наградами, осуществлял помилование и амнистию и т. д.
В Федеративной Народной Республике Югославии указы были актами Президиума Народной скупщины. Указами он созывал сессии Народной скупщины, провозглашал законы, даровал помилование, награждал наградами и т. д. После изменения конституции своими указами провозглашал законы, награждал наградами и почётными званиями и т. п. уже председатель Республики Югославии. В Социалистической Федеративной Республике Югославии указы издавал Председатель СФРЮ, посредством них он провозглашал союзные законы, назначал и отзывал послов и посланников, награждал наградами, даровал помилование и т. д. Те же права и обязанности имел позднее и Президиум СФРЮ.
В Союзной Республике Югославии указы издавал президент Республики, с их помощью он провозглашал союзные законы, назначал и отзывал послов, награждал наградами и почестями, даровал помилование и т. д. В Сербии и Черногории указы издавал президент Государственного Союза, посредством них он назначал и отзывал глав дипломатических и консульских представительств, награждал наградами и другими почестями, провозглашал законы, которые принимала Скупщина и постановления, которые принимал Совет министров и т. д.
В настоящее время в Республике Сербии президент Республики издает указы, в которых он провозглашает законы, назначает и отзывает послов, дарует помилование и т. д. Кроме того, в Республике Сербской указы издает президент Республики, в них он провозглашает законы, дарует помилование, награждает наградами, назначает и отзывает глав представительств Республики Сербской, предлагает кандидатуры послов и других международных представителей Боснии и Герцеговины и т. д.